# Kurtna Haugjärv
Haugjärv (est. Haugjärv (Kurtna Haugjärv)) – jezioro w gminie Illuka, w prowincji Virumaa Wschodnia, w Estonii. Położone na północ od wsi Konsu na terenie obszaru chronionego krajobrazu Kurtna (est. Kurtna maastikukaitseala). Ma powierzchnię 1,7 hektara, linię brzegową o długości 488 m, długość 240 m i szerokość 120 m. Jest jednym z 42 jezior wchodzących w skład pojezierza Kurtna (est. Kurtna järvestik). Sąsiaduje z jeziorami Kurtna Mustjärv, Niinsaare, Räätsma, Kurtna Nõmme, Kurtna Särgjärv, Kurtna Abnejärv, Ahnejärv, Peen-Kirjakjärv.